# 西宮山口東出入口
西宮山口東出入口（にしのみややまぐちひがしでいりぐち）は、兵庫県西宮市の阪神高速道路7号北神戸線の出入口。伊川谷方面のみ接続する7号北神戸線の東端のハーフICである。ここから先、宝塚・大阪方面、中国自動車道方面は別料金となる（中国自動車道方面へは西宮山口JCTの本線料金所を通過する）。
2025年（令和7年）3月25日より入口料金所がETC専用になっている。

## 道路
- 阪神高速7号北神戸線(7-14)

## 料金所

### 西宮山口東料金所
- ブース数：2
  - ETC専用：1
  - サポート：1

※NEXCO西日本が管理する西宮山口本線料金所の東側に並んで設置されている。一般道から7号北神戸線への入口料金所。

## 接続する道路
- 国道176号

## 周辺
- 金仙寺湖
- 丸山ダム
- 西宮六甲ゴルフ倶楽部

## 隣
阪神高速7号北神戸線
(7-13,7-14)西宮山口南出入口 - (7-15)西宮山口東出入口 - (7-16)西宮山口JCT